# فیلولائوس

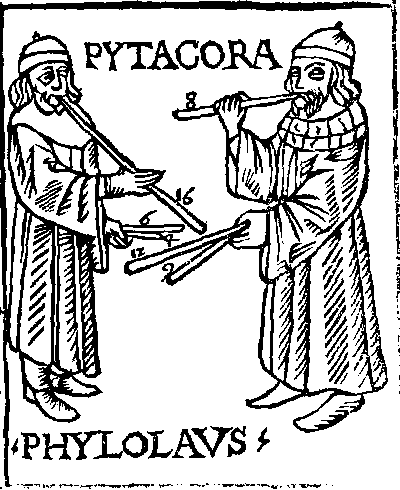
طرحی قدیمی که در آن هنرمند، فیلولائوس و فیثاغورس را در حال کشف هارمونی موسیقی تصور کرده‌است.

فیلولائوس(به یونانی: Φιλόλαος) ریاضیدان و فیلسوف یونان باستان و از جمعیت پیساگورسان بود. او کشف کرد که مبنای گام موسیقی بر اعداد است و می‌توان فاصله‌های هارمونیک را با نسبت‌های عددی توضیح داد؛ و فکر اولیهٔ نظریهٔ عدد، اساس عالم است را پی ریخت.
همچنین فیلولائوس نظریاتی در اخترشناسی داشت و برخلاف اکثر معاصرانش معتقد بود زمین مرکز جهان نیست.